# Lăng Trường Thiệu
Lăng Trường Thiệu (tên Hán 長紹陵), tức lăng Duệ Tôn Hiếu Định Hoàng Đế - Nguyễn Phúc Thuần (sinh ngày 31 tháng 12 năm 1754, mất ngày 1 tháng năm 1777), là vị Chúa thứ 9 của 9 đời Chúa Nguyễn, còn gọi là chúa Định hay Nguyễn Duệ Tông.

## Vị trí
Lăng thuộc địa phận núi La Khê, huyện Hương Trà, nay thuộc làng La Khê, xã Hương Thọ, thị xã Hương Trà, thành phố Huế. Trước kia lăng ở địa phận huyện Bình Dương đất Gia Định, đến năm Gia Long thứ 8 (1809) thì được rước về vị trí hiện tại. Lăng nằm ở tả ngạn dòng Tả Trạch, cách bờ sông chừng 400m.
Lăng Trường Thiệu nằm cách Lăng Trường Cơ của Nguyễn Hoàng - vị chúa Nguyễn đầu tiên khoảng 120m về hướng tây-bắc. Lăng nằm trong quần thể lăng chúa Nguyễn Hoàng (gồm lăng Trường Cơ, Trường Thái, Trường Thiệu và lăng Hải Đông Quận vương Nguyễn Phúc Đồng), được công nhận di tích cấp quốc gia QĐ số 2009/1998-QĐ/ BVHTT ngày 26/9/1998.

## Bố cục kiến trúc
Lăng xoay về hướng tây-bắc.
Kiểu thức xây dựng lăng mộ cũng tương tự như các lăng Chúa Nguyễn khác nhưng kích thước lăng có phần nhỏ hơn. Lăng gồm 2 vòng thành. Vòng thành bao bọc bên ngoài lăng chu vi 117,2m, thành cao 2,51m. Vòng thành trong chu vi 64,4m, thành cao 1,9m. Bình phong sau cổng đã bị đục hết các hình trang trí. Bên trái của bình phong có bài trí chậu cảnh. Hai trụ cổng trước mộ cũng không còn nguyên vẹn.
Mộ gồm 2 tầng. Tầng trên rộng 190 cm, dài 233 cm, cao 28 cm. Tầng dưới rộng 250 cm, dài 305 cm, cao 35 cm. Hương án trước mộ có quy cách giống như ở các lăng chúa Nguyễn còn lại. Bình phong sau mộ vẫn còn dấu vết hình rồng mờ nhạt.

## Tình trạng
Hiện tại, lăng Trường Thiệu đã bị xuống cấp nặng nề. Nhiều đoạn tường thành của lăng đã sụp đổ, và xuất hiện nhiều lỗ to xuyên qua thành, phần mũ thành hầu như đã không còn.